# Tartaleta de huevo
Las tartaletas de huevo o tartaletas de crema de huevo son variedades de la tarta portuguesa popular en muchos lugares del mundo y especialmente en las cocinas de China y Europa occidental. Consiste en un exterior de pasta relleno con crema de huevo y horneado.

## Historia
Las tartaletas fueron introducidas en Hong Kong en los años 1940 por los cha chaan tengs, pasando luego a las cafeterías occidentales y las panaderías para competir con los restaurantes dim sum, especialmente por el yum cha. Durante la expansión económica de los años 1950 y 1960, Lu Yu (陸羽) tomó ventaja con la tartaleta de huevo mini.  Irónicamente, ahora éstas son un plato dim sum común y suelen ser más ricas que las servidas en panaderías.
Las tartaletas de huevo chinas son una versión o adaptación del pastel de Belém - que viajó a Hong Kong a través de la colonia portuguesa de Macao - y de las tartaletas de crema inglesas. Guangdong ha sido desde hace mucho la región de China con un contacto más frecuente con Occidente, en particular con el Reino Unido. Como antigua colonias británica e portuguesa, Hong Kong y Macao adoptaron parte de la cocina europea.

## Cocina de Hong Kong
Actualmente las tartaletas de huevo aparecen con muchas formas en la gastronomía de Hong Kong, incluyendo tartaletas de clara de huevo, de leche, de miel y huevo, con jengibre (estas dos últimas eran variantes de una tartaleta tradicional de crema de leche y huevo que solía servirse en cha chaan tengs), de chocolate, con sabor a té verde, e incluso tartaletas de nido de pájaro.
En general, las tartaletas de huevo de Hong Kong tiene dos tipos de pasta exterior: pasta brisa] y hojaldre, hecho tradicionalmente con manteca más que con mantequilla o margarina. Muchos puristas tienen a la tartaleta de huevo hecha con hojaldre en mayor estima.
A diferencia de la tartaleta de crema inglesa, no suele añadirse leche a la crema de huevo, y la tartaleta no se espolvorea con nuez moscada o canela antes de servirla. También se sirve muy caliente (preferiblemente) en lugar de a temperatura ambiente.

## Cocina portuguesa

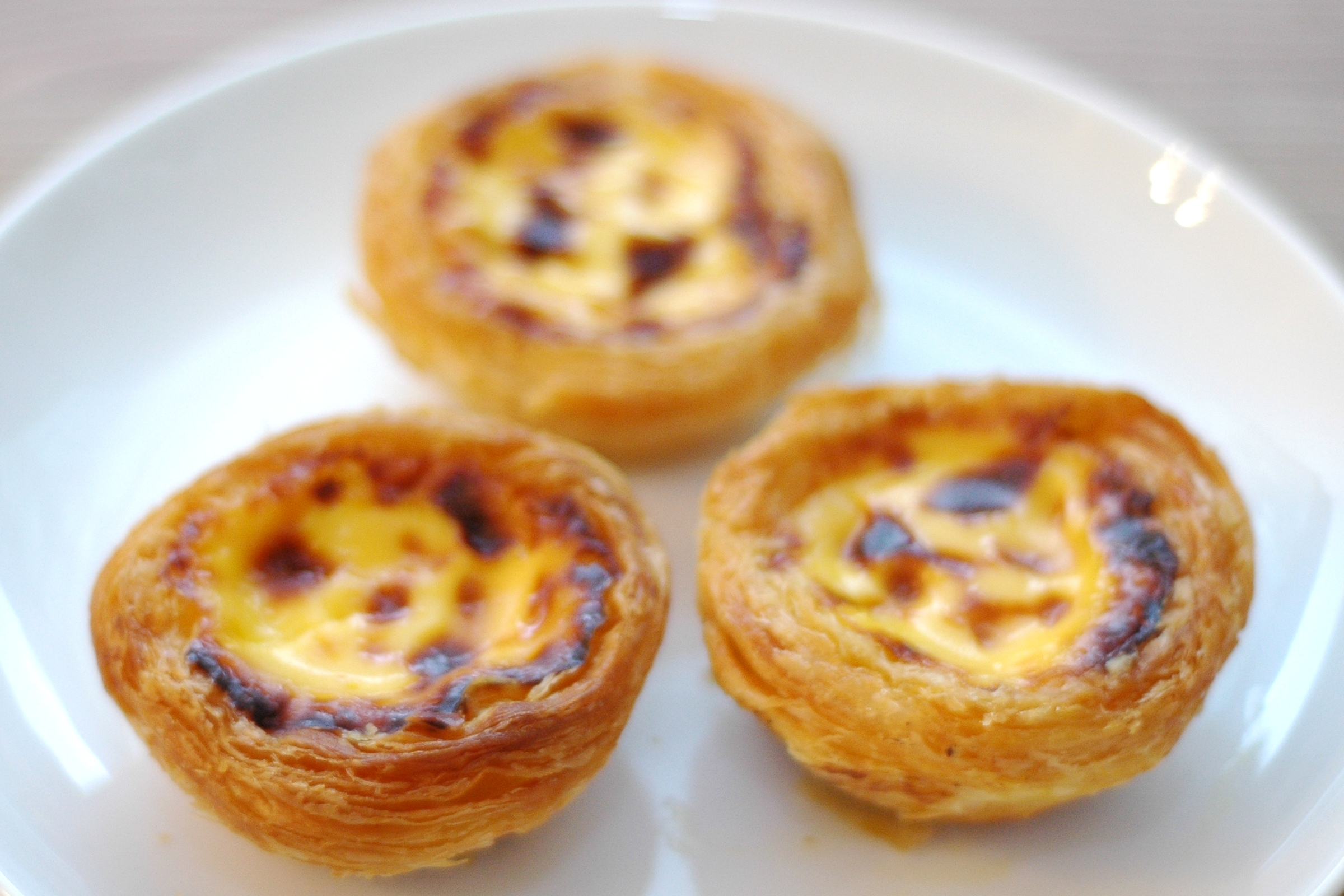
Pastéis de nata de Macao

Las tartaletas de huevo portuguesas evolucionaron del pastéis de nata o pastel de Belém, una tartaleta de crema tradicional portuguesa consistente en crema caramelizada con una consistencia parecida a la de la crème brûlée en una cubierta de hojaldre. Fueron creadas hacen más de 200 años por monjas católicas en el Mosterio dos Jerónimos de Belém en Lisboa. La Casa Pastéis de Belém fue la primera pastelería fuera del convento en vender la tartaleta en 1837, y actualmente es un dulce popular en muchos lugares del mundo.
Las tartaletas portuguesas conocidas en Macao (en chino, 葡式蛋撻; pinyin, Pú-shì dàntà, más comúnmente solo en chino, 葡撻; pinyin, Pútà) se originaron en el Lord Stow's Café de Coloane, propiedad de un británico llamado Andrew Stow, quien modificó la receta del pastéis de nata usando técnicas propias de la tartaleta de crema inglesa. Desde entonces se ha extendido a muchas panaderías, así como a restaurantes y cadenas KFC de China, Hong Kong, Singapur, Corea del Sur y Taiwán. Fueron especialmente populares en Singapur y Taiwán a finales de los años 1990.